# Bolulla
Bolulla è un comune spagnolo situato nella comunità autonoma Valenciana.